# Автоматизована складська система

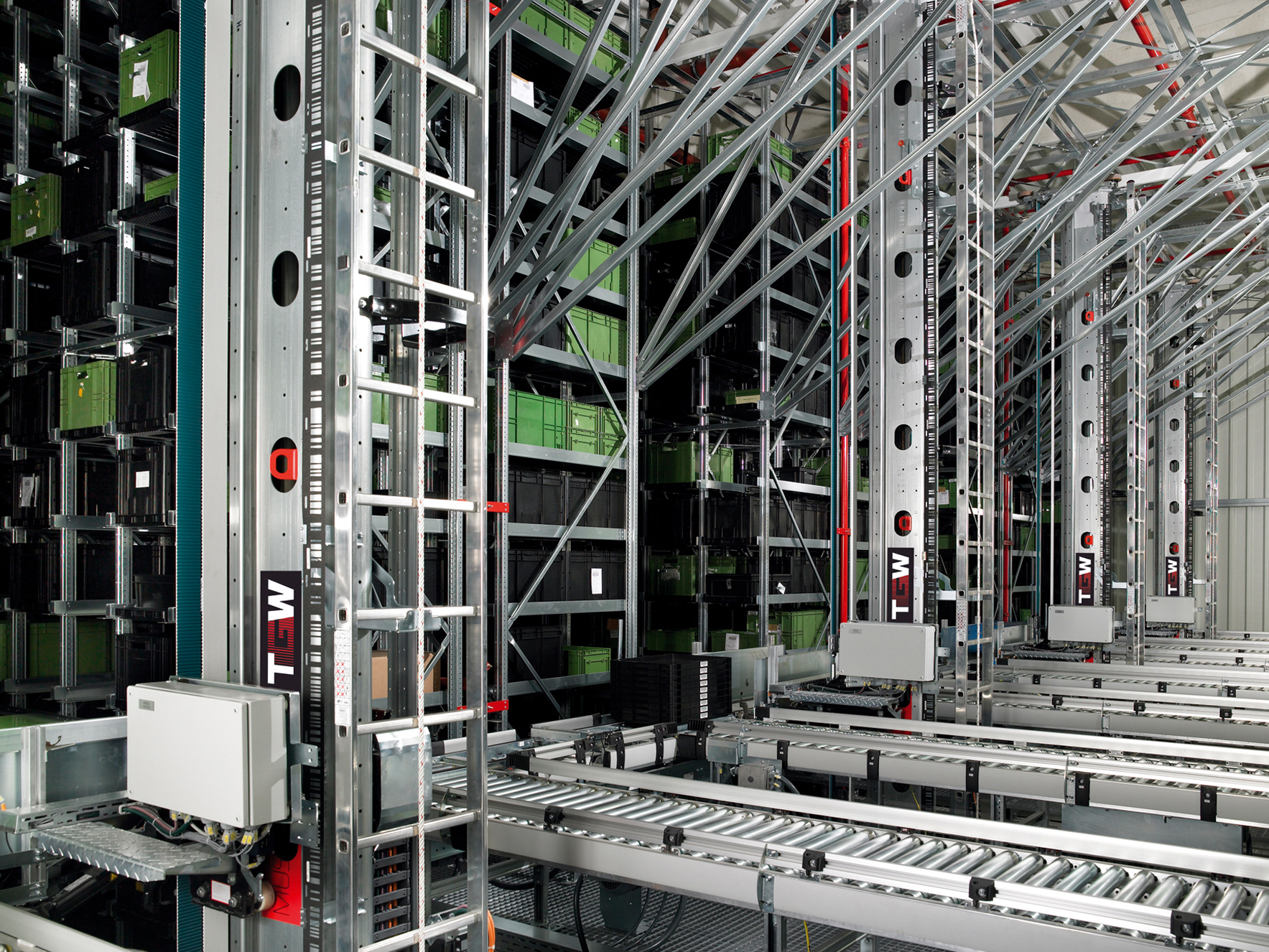
Автоматизований склад

Автоматизо́вана складська систе́ма або Автоматизо́вана тра́нспортно-складська́ систе́ма — автоматизована система, призначена для автоматизації керування транспортними і складськими пристроями для складання, зберігання, тимчасового нагромадження, розвантаження та доставляння предметів та засобів праці, технологічного оснащення й видалення відходів.
Автоматизовані складські системи не тільки виключають ручну працю, а й дозволяють економити складські площі, прискорювати складські операції і покращувати контроль за матеріально-технічними запасами, оскільки ЕОМ стежить за місцезнаходженням кожного виробу на складі. Ці системи називають також автоматизованими складами.